# Колладон, Луи Теодор Фредерик
Луи Теодор Фредерик Колладон (25 августа 1792 Женева — 25 апреля 1862), швейцарский врач и ботаник, известен своими исследованиями растений рода Cassia. Он был сыном фармацевта и ботаника-любителя Жана-Антуана Колладона (1755—1830).

## Биография
Он изучал медицину в университете Монпелье, где одним из его преподавателей был ботаник Огюстен Пирам Декандоль. После окончания университета начал медицинскую практику в Париже. Как врач, он отличился в лечении больных во время эпидемии холеры 1832 года.
Среди его публикаций была монография о роде Cassia под названием «Histoire naturelle médicale et des casses, et particulièrement de la casse et des sénés employés en médecine»" (1816) и рассказ о спуске в водолазный колокол, который был опубликован на английском языке «Narrative of a descent in the diving-bell, &c. &c.» (Edinburgh : Printed for A. Constable, 1821). В 1830 году Огюстен Пирам Декандоль назвал в его честь род растений Colladonia.